# Jakub Skrzyniarz
Jakub Skrzyniarz (Głogów, 6 de junio de 1996) es un jugador de balonmano polaco que juega de portero en el Bidasoa Irún de la Liga Asobal. Es internacional con la selección de balonmano de Polonia.
Su primer gran campeonato con la selección fue el Campeonato Europeo de Balonmano Masculino de 2024.

## Clubes
| Club              | País    | Año       |
| ----------------- | ------- | --------- |
| SMS Gdańsk        | Polonia | 2014-2015 |
| Zagłębie Lubin    | Polonia | 2015-2019 |
| NMC Górnik Zabrze | Polonia | 2019-2022 |
| Bidasoa Irún      | España  | 2022-Act. |